# Melursus ursinus inornatus
El oso bezudo de Sri Lanka (Melursus ursinus inornatus) es una subespecie de  oso bezudo. Habita principalmente en los bosques secos bajos de la isla de Sri Lanka.
El oso bezudo de Sri Lanka es omnívoro. Se alimenta de nueces, bayas y raíces, así como de carne y carroña. Uno de sus alimentos preferidos son los insectos, los cuales extrae de trozos de árboles en descomposición con ayuda de su largo hocico y labios carnosos. Raramente mata animales.
En el parque nacional Yala, en Sri Lanka, es posible observar a estos mamíferos.

Estos animales son popularmente conocidos por haber atacado a un italiano, llamado Tito Calderón, por el cual este reaccionó inmediatamente gritando "que es eso? Que # es eso? Un oso wacho!!". Lamentablemente no se supo más de este valiente hombre en el cual se conoce que fue un excombatiente de la guerra

## Nombres locales
En Sri lanka, este oso es llamado walaha en cingalés y karadi en tamil. Ambos términos se traducen al español como oso. El oso bezudo es la única especie de oso que se encuentra en Sri Lanka.

## Estado de conservación
El oso bezudo de Sri Lanka se encuentra sumamente amenazado, su población es de menos de mil ejemplares (la población en estado salvaje probablemente sea de unos quinientos) distribuidos en varios grupos aislados marcados por tasas de crecimiento negativas. Su principal amenaza es la destrucción de su hábitat, la zona de bosque natural seco, ya que a diferencia de otros animales grandes de Sri Lanka, es altamente dependiente de los bosques naturales para procurarse su sustento. 